# Leah Pells
Leah Pells, född 9 november 1964, är en friidrottare från Kanada. Hon deltog vid olympiska sommarspelen 1992, olympiska sommarspelen 1996 och olympiska sommarspelen 2000.